# Espitrídates
Espitrídates (en griego Σπιθριδάτης); vivió en el siglo IV a. C. fue sátrapa de Lidia y Jonia durante el reinado del Gran Rey Darío III. Fue uno de los comandantes persas en la Batalla del Gránico, en 334 a. C., lucha en que cuando intentaba dar un golpe por detrás a Alejandro Magno, su brazo fue cortado por Clito el Negro, hijo de Dropides. Diodoro Sículo le llama Espitríbates, y parece que le confunde con Mitrídates , el yerno de Darío, a quien mató Alejandro en la batalla con su propia mano, mientras que lo que Flavio Arriano habla de Espitrídates está relacionada por Diodoro de su hermano Resaces.